# Keep It Like a Secret
Keep It Like a Secret es el cuarto álbum de estudio de la banda de indie rock Built to Spill, publicado en febrero de 1999 a través de la discográfica Warner Bros. Fue grabado en noviembre de 1997 en los estudios Bear Creek (Woodinville, Washington) y en Avast! Recording Company (Seattle, Washington). Phil Ek se encargó de la producción.
Del disco se extrajeron dos EPs: Carry the Zero y Center of the Universe.

## Historia
En 1997 Doug Martsch convirtió a Brett Nelson y Scoutt Plouf en miembros permanentes de Built to Spill, de manera que la composición de Keep It Like a Secret fue, por primera vez en la historia de la banda, el producto de un trabajo colaborativo.
Keep It Like a Secret es un disco más directo que su predecesor, Perfect From Now On, con canciones más cortas y concisas. Doug Martsch lo describió como "grande y épico, pero también cutre y personal".
Recibió en general críticas positivas por parte de la prensa especializada. Fue incluido en la lista de Diez mejores discos de 1999 de Pitchfork, ocupando el tercer puesto.

## Lista de canciones
Todas las canciones escritas y compuestas por Built to Spill. 
| N.º   | Título                   | Duración |  |
| 1.    | «The Plan»               | 3:29     |  |
| 2.    | «Center of the Universe» | 2:43     |  |
| 3.    | «Carry the Zero»         | 5:44     |  |
| 4.    | «Sidewalk»               | 3:51     |  |
| 5.    | «Bad Light»              | 3:22     |  |
| 6.    | «Time Trap»              | 5:22     |  |
| 7.    | «Else»                   | 4:09     |  |
| 8.    | «You Were Right»         | 4:45     |  |
| 9.    | «Temporarily Blind»      | 4:48     |  |
| 10.   | «Broken Chairs»          | 8:40     |  |
| 46.53 |                          |          |  |

## Personal

### Músicos
- Doug Martsch: guitarra, voz, producción
- Brett Nelson: bajo
- Scott Plouf: batería

### Músicos adicionales
- Sam Coomes: teclados en Broken Chairs

### Equipo técnico
- Phil Ek: ingeniero de producción
- Steve Fallone: masterización
- Zack Reinig: ingeniero asistente
- Scott Norton, Juan García: mezclas
- Jeff Smith: fotografía
- Tae Won Yu: diseño, dirección artística